# Ali Sowe
Ali Sowe (Banjul, 14 giugno 1994) è un calciatore gambiano, attaccante del Çaykur Rizespor, in prestito dal Rostov, e della nazionale gambiana.

## Carriera

### Club
Prelevato in patria dal Gamtel, trascorre un periodo nelle giovanili del Chievo per poi esordire in Serie A nella stagione 2012-2013, giocando 2 partite con la maglia della compagine veneta.
A luglio 2013 passa in prestito alla Juve Stabia in Serie B, con cui fa il suo esordio l'11 agosto nella partita di Coppa Italia vinta per 3-0 contro il Gubbio. Sigla la sua prima rete il 21 settembre, quando firma il goal del 2-0 finale contro il Cittadella. Si ripete il 5 ottobre, quando segna il goal dell'1-1 contro la Ternana.
Nel luglio 2014 passa in prestito al Pescara ancora in Serie B, dove gioca la prima partita il 22 agosto subentrando a Flavio Lazzari nel match vinto 1-0 dagli abruzzesi proprio contro il Chievo, valido per il terzo turno di Coppa Italia.
Il 1º febbraio torna al Chievo per essere poi girato sempre in prestito al Latina fino al termine della stagione, dove viene impiegato 21 volte senza mai andare a segno.
Il 31 agosto 2015 viene trasferito in prestito al Modena militante in Serie B. Nel mercato di riparazione nel gennaio 2016 passa al Lecce, giocando per la prima volta in Lega Pro.
Nel luglio 2016 si trasferisce al Prato, ancora in Lega Pro. Nel gennaio 2017 si trasferisce alla Vibonese, sempre con la formula del prestito.
Il 31 luglio 2017 viene acquistato dallo Skënderbeu, compagine albanese con cui vince il campionato 2017-2018 e il titolo di capocannoniere del torneo (21 gol in 33 presenze) nonché la Coppa d'Albania 2017-2018 ed esordisce (e va a segno) in Europa League, giocando anche la fase a gironi, cui la sua squadra accede tramite i play-off, prima formazione albanese a riuscire nell'impresa.
Il 5 settembre 2018, in forza dell'ottima stagione in Albania, viene prelevato dal CSKA Sofia con la formula del prestito fino alla fine della stagione; il 31 gennaio 2019 il club bulgaro completa l'acquisto del calciatore a titolo definitivo. In due anni e mezzo nelle file del club bulgaro, realizza 32 gol in 74 presenze.
Il 16 febbraio 2021 viene prelevato in prestito dal Rostov. Al debutto con la nuova squadra segna una doppietta nella sfida esterna pareggiata contro lo Zenit San Pietroburgo (2-2). Il 10 giugno seguente viene riscattato dal Rostov, che gli fa sottoscrivere un contratto quadriennale.
Il 14 luglio 2022 passa in prestito all'Ankaragücü.

### Nazionale
Ha giocato in diverse occasioni con la nazionale gambiana, disputando anche 3 partite di qualificazione al campionato del mondo del 2014.

## Statistiche

### Presenze e reti nei club
Statistiche aggiornate al 15 gennaio 2024.
| Stagione          | Squadra           | Campionato        | Campionato | Campionato | Coppe nazionali | Coppe nazionali | Coppe nazionali | Coppe continentali | Coppe continentali | Coppe continentali | Altre coppe | Altre coppe | Altre coppe | Totale | Totale |
| Stagione          | Squadra           | Comp              | Pres       | Reti       | Comp            | Pres            | Reti            | Comp               | Pres               | Reti               | Comp        | Pres        | Reti        | Pres   | Reti   |
| ----------------- | ----------------- | ----------------- | ---------- | ---------- | --------------- | --------------- | --------------- | ------------------ | ------------------ | ------------------ | ----------- | ----------- | ----------- | ------ | ------ |
| mar.-giu. 2013    | Chievo            | A                 | 2          | 0          | CI              | -               | -               | -                  | -                  | -                  | -           | -           | -           | 2      | 0      |
| 2013-2014         | Juve Stabia       | B                 | 35         | 5          | CI              | 1               | 0               | -                  | -                  | -                  | -           | -           | -           | 36     | 5      |
| 2014-gen. 2015    | Pescara           | B                 | 8          | 0          | CI              | 1               | 0               | -                  | -                  | -                  | -           | -           | -           | 9      | 0      |
| gen.-giu. 2015    | Latina            | B                 | 13         | 0          | CI              | -               | -               | -                  | -                  | -                  | -           | -           | -           | 13     | 0      |
| 2015-gen. 2016    | Modena            | B                 | 8          | 0          | CI              | 0               | 0               | -                  | -                  | -                  | -           | -           | -           | 8      | 0      |
| gen.-giu. 2016    | Lecce             | LP                | 7+2        | 1+0        | CI+CI-LP        | -               | -               | -                  | -                  | -                  | -           | -           | -           | 9      | 1      |
| 2016-gen. 2017    | Prato             | LP                | 15         | 0          | CI-LP           | 1               | 0               | -                  | -                  | -                  | -           | -           | -           | 16     | 0      |
| gen.-giu. 2017    | Vibonese          | LP                | 16+2       | 6+0        | CI-LP           | -               | -               | -                  | -                  | -                  | -           | -           | -           | 18     | 6      |
| 2017-2018         | Skënderbeu        | KS                | 33         | 21         | CA              | 5               | 5               | UEL                | 7                  | 2                  | -           | -           | -           | 45     | 28     |
| 2018-2019         | CSKA Sofia        | PL                | 28         | 11         | CB              | 3               | 3               | UEL                | -                  | -                  | -           | -           | -           | 31     | 14     |
| 2019-2020         | CSKA Sofia        | PL                | 30         | 13         | CB              | -               | -               | UEL                | 6                  | 0                  | -           | -           | -           | 30     | 13     |
| 2020-feb. 2021    | CSKA Sofia        | PL                | 16         | 8          | CB              | 1               | 1               | UEL                | 10                 | 5                  | -           | -           | -           | 27     | 14     |
| Totale CSKA Sofia | Totale CSKA Sofia | Totale CSKA Sofia | 74         | 32         |                 | 4               | 4               |                    | 16                 | 5                  |             | -           | -           | 94     | 41     |
| feb.-giu. 2021    | Rostov            | PL                | 11         | 3          | CR              | 1               | 0               | -                  | -                  | -                  | -           | -           | -           | 12     | 3      |
| 2021-2022         | Rostov            | PL                | 18         | 4          | CR              | 1               | 0               | -                  | -                  | -                  | -           | -           | -           | 19     | 4      |
| Totale Rostov     | Totale Rostov     | Totale Rostov     | 29         | 7          |                 | 2               | 0               |                    |                    |                    |             |             |             | 31     | 7      |
| 2022-2023         | Ankaragücü        | SL                | 32         | 12         | TK              | 4               | 4               | -                  | -                  | -                  | -           | -           | -           | 36     | 16     |
| 2023-2024         | Ankaragücü        | SL                | 12         | 3          | TK              | -               | -               | -                  | -                  | -                  | -           | -           | -           | 12     | 3      |
| Totale Ankaragücü | Totale Ankaragücü | Totale Ankaragücü | 44         | 15         |                 | 4               | 4               |                    | -                  | -                  |             | -           | -           | 48     | 19     |
| Totale carriera   | Totale carriera   | Totale carriera   | 277+4      | 90+0       |                 | 18              | 13              |                    | 23                 | 7                  |             | -           | -           | 321    | 106    |

### Cronologia presenze e reti in nazionale
| Cronologia completa delle presenze e delle reti in nazionale ― Gambia | Cronologia completa delle presenze e delle reti in nazionale ― Gambia | Cronologia completa delle presenze e delle reti in nazionale ― Gambia | Cronologia completa delle presenze e delle reti in nazionale ― Gambia | Cronologia completa delle presenze e delle reti in nazionale ― Gambia | Cronologia completa delle presenze e delle reti in nazionale ― Gambia | Cronologia completa delle presenze e delle reti in nazionale ― Gambia | Cronologia completa delle presenze e delle reti in nazionale ― Gambia |
| Data                                                                  | Città                                                                 | In casa                                                               | Risultato                                                             | Ospiti                                                                | Competizione                                                          | Reti                                                                  | Note                                                                  |
| --------------------------------------------------------------------- | --------------------------------------------------------------------- | --------------------------------------------------------------------- | --------------------------------------------------------------------- | --------------------------------------------------------------------- | --------------------------------------------------------------------- | --------------------------------------------------------------------- | --------------------------------------------------------------------- |
| 10-8-2011                                                             | Bakau                                                                 | Gambia                                                                | 3 – 0                                                                 | RD del Congo                                                          | Amichevole                                                            | -                                                                     | Ingresso                                                              |
| 10-6-2012                                                             | Dar es Salaam                                                         | Tanzania                                                              | 2 – 1                                                                 | Gambia                                                                | Qual. Mondiali 2014                                                   | -                                                                     | 69’                                                                   |
| 15-6-2012                                                             | Blida                                                                 | Algeria                                                               | 4 – 1                                                                 | Gambia                                                                | Qual. Coppa d'Africa 2013                                             | -                                                                     | 73’                                                                   |
| 8-6-2013                                                              | Bakau                                                                 | Gambia                                                                | 0 – 3                                                                 | Costa d'Avorio                                                        | Qual. Mondiali 2014                                                   | -                                                                     | 82’                                                                   |
| 15-6-2013                                                             | Marrakech                                                             | Marocco                                                               | 2 – 0                                                                 | Gambia                                                                | Qual. Mondiali 2014                                                   | -                                                                     | 68’                                                                   |
| 16-10-2018                                                            | Bakau                                                                 | Gambia                                                                | 0 – 1                                                                 | Togo                                                                  | Qual. Coppa d'Africa 2019                                             | -                                                                     | 66’                                                                   |
| 9-10-2019                                                             | Gibuti                                                                | Gibuti                                                                | 1 – 1                                                                 | Gambia                                                                | Qual. Coppa d'Africa 2021                                             | -                                                                     | 46’                                                                   |
| 24-3-2023                                                             | Bamako                                                                | Mali                                                                  | 2 – 0                                                                 | Gambia                                                                | Qual. Coppa d'Africa 2023                                             | -                                                                     | 73’                                                                   |
| 28-3-2023                                                             | Casablanca                                                            | Gambia                                                                | 1 – 0                                                                 | Mali                                                                  | Qual. Coppa d'Africa 2023                                             | -                                                                     | 65’                                                                   |
| 15-1-2024                                                             | Yamoussoukro                                                          | Senegal                                                               | 3 – 0                                                                 | Gambia                                                                | Coppa d'Africa 2023 - 1º turno                                        | -                                                                     | 66’                                                                   |
| 19-1-2024                                                             | Yamoussoukro                                                          | Guinea                                                                | 1 – 0                                                                 | Gambia                                                                | Coppa d'Africa 2023 - 1º turno                                        | -                                                                     | 81’ 89’                                                               |
| 23-1-2024                                                             | Bouaké                                                                | Gambia                                                                | 2 – 3                                                                 | Camerun                                                               | Coppa d'Africa 2023 - 1º turno                                        | -                                                                     | 73’                                                                   |
| 4-9-2024                                                              | Iconi                                                                 | Comore                                                                | 1 – 1                                                                 | Gambia                                                                | Qual. Coppa d'Africa 2025                                             | -                                                                     | 65’                                                                   |
| 8-9-2024                                                              | Bakau                                                                 | Gambia                                                                | 1 – 2                                                                 | Tunisia                                                               | Qual. Coppa d'Africa 2025                                             | 1                                                                     | 82’                                                                   |
| 11-10-2024                                                            | Antananarivo                                                          | Madagascar                                                            | 1 – 1                                                                 | Gambia                                                                | Qual. Coppa d'Africa 2025                                             | -                                                                     | 46’                                                                   |
| 14-10-2024                                                            | El Jadida                                                             | Gambia                                                                | 1 – 0                                                                 | Madagascar                                                            | Qual. Coppa d'Africa 2025                                             | -                                                                     | 70’                                                                   |
| 15-11-2024                                                            | Berkane                                                               | Gambia                                                                | 1 – 2                                                                 | Comore                                                                | Qual. Coppa d'Africa 2025                                             | -                                                                     | 46’                                                                   |
| 18-11-2024                                                            | Radès                                                                 | Tunisia                                                               | 0 – 1                                                                 | Gambia                                                                | Qual. Coppa d'Africa 2025                                             | -                                                                     | 78’                                                                   |
| 20-3-2025                                                             | Abidjan                                                               | Gambia                                                                | 3 – 3                                                                 | Kenya                                                                 | Qual. Mondiali 2026                                                   | -                                                                     | 77’                                                                   |
| Totale                                                                |                                                                       | Presenze                                                              | 19                                                                    |                                                                       | Reti                                                                  | 1                                                                     |                                                                       |

## Palmarès

### Club
- Campionato albanese: 1

Skënderbeu: 2017-2018
- Coppa d'Albania: 1

Skënderbeu: 2017-2018

### Individuale
- Capocannoniere del campionato albanese: 1

2017-2018 (21 gol)